# Fission nucléaire
« Fission » redirige ici. Pour les autres significations, voir Fission (homonymie).
Ne doit pas être confondu avec Fusion nucléaire.

Schéma animé d'une fission nucléaire stylisée selon le modèle de la goutte liquide. Un atome (disque rouge) est percuté par un neutron (point bleu). L'atome se scinde en deux autres atomes plus petits (fragments de fission, ou produits de fission). La réaction de fission émet plusieurs neutrons (typiquement deux ou trois).

La fission nucléaire est le phénomène par lequel un noyau atomique lourd (c'est-à-dire formé d'un grand nombre de nucléons — comme l'uranium, le plutonium, etc.) est scindé en deux ou en quelques nucléides plus légers. Cette réaction nucléaire s'accompagne de l'émission de neutrons (en général deux ou trois) et d'un dégagement d'énergie très important (≈ 200 MeV par atome fissionné, donc beaucoup plus que celui des réactions chimiques, de l'ordre de l'eV par atome ou molécule réagissant). L'émission de neutrons peut entraîner une réaction en chaîne, phénomène mis en œuvre dans les centrales nucléaires pour la production d'électricité et dans les bombes atomiques.

## Découverte
Le phénomène de fission nucléaire induite est décrit le 17 décembre 1938 par deux chimistes du Kaiser-Wilhelm-Institut für Chemie de Berlin : Otto Hahn et son jeune assistant Fritz Strassmann. La physicienne autrichienne Lise Meitner participe aussi à cette découverte. Toutefois, étant juive, elle fuit l'Allemagne en juillet 1938 pour se réfugier en Suède. Bien qu'ayant continué à participer aux recherches par correspondance (c'est elle qui a compris les implications des résultats de l'expérience déterminante et calculé l'énergie produite), elle n'est pas citée dans la publication,.
Les résultats du bombardement de noyaux d'uranium par des neutrons sont alors déjà considérés comme dignes d'intérêt et tout à fait intrigants. Les principes théoriques avaient été étudiés par Enrico Fermi et ses collègues en 1934 mais ne furent donc correctement interprétés que plusieurs années plus tard.
Le 16 janvier 1939, Niels Bohr arrive aux États-Unis pour passer plusieurs mois à l'université de Princeton, où il se hâte de discuter de certains problèmes théoriques avec Albert Einstein. Juste avant son départ du Danemark, deux de ses collègues, Lise Meitner et Otto Frisch, lui ont fait part de leur hypothèse selon laquelle l'absorption d'un neutron par un noyau d'uranium provoque parfois la scission de celui-ci en deux parties approximativement égales et la libération d'une énorme quantité d'énergie : ils nomment ce phénomène « fission nucléaire ». Cette hypothèse est fondée sur l'importante découverte de Hahn et Strassmann : le bombardement de l'uranium par des neutrons produit un isotope du baryum.
Bohr promet de garder secrète l'interprétation de Meitner et Frisch jusqu'à ce qu'ils publient un article afin de leur assurer la paternité de la découverte et de l'interprétation mais, à bord du bateau en route pour les États-Unis, il en parle avec Léon Rosenfeld, en oubliant de lui demander de respecter le secret.
Dès son arrivée, Rosenfeld en parle à tous les physiciens de l'université de Princeton. La nouvelle se répand ainsi à d'autres physiciens, tels Enrico Fermi de l'université Columbia. Les conversations entre Fermi, John R. Dunning (en) et George B. Pegram (en) débouchent, à Columbia, sur la recherche des rayonnements ionisants produits par les fragments du noyau d'uranium obtenus après cette fameuse « fission ».
Le 26 janvier 1939 se tient une conférence de physique théorique à Washington, organisée conjointement par l'université George-Washington et la Carnegie Institution de Washington. Fermi quitte New York pour participer à cette conférence avant le lancement des expériences de fission à Columbia. Bohr et Fermi discutent du problème de la fission et Fermi mentionne en particulier la possibilité que des neutrons puissent être émis durant le processus. Bien que ce ne soit qu'une hypothèse, ses conséquences, c'est-à-dire la possibilité d'une réaction en chaîne, paraissent évidentes. De nombreux articles à sensation sont publiés dans la presse à ce sujet. Avant la fin de la conférence à Washington, plusieurs autres expériences sont lancées pour confirmer la thèse de la fission du noyau.
Le 15 février 1939, dans la Physical Review, quatre laboratoires publient leurs résultats[réf. nécessaire] (université Columbia, Carnegie Institution de Washington, université Johns-Hopkins, université de Californie). Un mois plus tôt, Bohr savait que des expériences similaires avaient déjà été entreprises au Laboratoire de Copenhague (Danemark) (Lettre de Frisch à la revue Nature datée du 16 janvier 1939 et parue dans le numéro du 18 février[réf. nécessaire]). Frédéric Joliot, à Paris, publie aussi ses premiers résultats dans les Comptes Rendus du 30 janvier 1939. À partir de ce moment-là, la publication d'articles sur la fission devient régulière et intense au point que, dans la Review of Modern Physics du 6 décembre 1939, L. A. Turner de Princeton en dénombre presque une centaine.

## Phénomène
Il existe deux types de fissions : la fission spontanée et la fission induite. La fission neutronique est une fission induite qui peut être soit thermique (où la particule induite est un neutron thermique ou lent) soit rapide (où la particule induite est un neutron rapide). Les noyaux atomiques pouvant fissionner sont dits « fissiles » (s'ils peuvent subir une fission avec des neutrons rapides ou lents) ou « fissibles » (s'ils peuvent subir une fission rapide).
La découverte de la fission de l'uranium 235 peut être décrite par l'intermédiaire du modèle de la goutte liquide. Un noyau est constitué de nucléons : les protons et les neutrons. Ces nucléons, outre leurs masses respectives, apportent une énergie de liaison au noyau donnée par la formule de Weizsäcker ; plus l'énergie de liaison est importante, plus le noyau est stable.
D'après le modèle de la goutte liquide, la fission est possible si la variation de masse entre deux noyaux A/2
Z/2Y issus du noyau A
ZX est positive ou nulle[Quoi ?]. Cette condition est vraie si Z2/A ≥ 18, ce qui correspond à la région du zirconium. Au-delà du rapport Z2/A ≥ 50, le noyau est instable et fissionne spontanément.
Actuellement, la fission induite par des projectiles de faible énergie (0 à 2 MeV) a été observée pour quelques actinides, l'uranium 233, l'uranium 235 et l'uranium 238 ainsi que le plutonium 239 et le plutonium 241.

### Fission spontanée
Le phénomène de la fission spontanée est découvert en 1940 par G. N. Flerov et K. A. Petrzak, qui travaillaient sur des noyaux d'uranium 238[réf. nécessaire].
On parle de fission nucléaire spontanée lorsque le noyau se désintègre en plusieurs fragments sans absorption préalable d'un corpuscule (particule subatomique). Ce type de fission n'est possible que pour les noyaux extrêmement lourds, car l'énergie de liaison par nucléon est alors plus petite que pour les noyaux moyennement lourds nouvellement formés.
L'uranium 235 (dans une très faible proportion cependant), les plutoniums 240 et 244 et surtout le californium 254 sont par exemple des noyaux spontanément fissiles.

### Fission induite

Exemple d'une fission nucléaire de l'uranium 235. Il absorbe un neutron (représenté par le point bleu ciel en haut). Il devient uranium 236, puis se scinde en ^{92}Kr et ^{141}Ba et produit 3 neutrons (trois points bleu ciel en bas).

La fission induite a lieu lorsqu'un noyau lourd capture une autre particule (généralement un neutron) et que le noyau ainsi composé se désintègre alors en plusieurs fragments. La fission induite de l'uranium 235 par absorption d'un neutron est la réaction de ce type la plus connue. Elle est du type :
235
92U + 1
0n ⟶ 236
92U ⟶ X + Y + k 1
0n
où X et Y sont deux noyaux moyennement lourds et généralement radioactifs, appelés produits de fission[Quoi ?]. Par exemple la fission induite d'un noyau d'uranium 235 peut donner deux produits de fission, le krypton et le baryum, accompagnés de deux ou trois neutrons :
235
92U + 1
0n ⟶ 92
36Kr + 141
56Ba + 3 1
0n.
Les fissions induites les plus couramment utilisées sont les fissions de l'uranium 235 et du plutonium 239.
Sous l'effet d'une collision avec un neutron, le noyau de certains gros atomes, dits fissiles, a la propriété de se casser en deux. La matière fissile qui constitue le cœur des réacteurs est en général de l'uranium ou du plutonium. En absorbant un neutron, un noyau d'atome 235U se transforme ainsi en 236U, un isotope de l'uranium, dans un état excité de 6,2 MeV (avec 1 MeV = 1,6 × 10−13 J). Il se comporte ainsi un peu comme une goutte d'eau.
Dans 16 % des cas, l'énergie est dissipée par rayonnement électromagnétique et le noyau d'236U reste intact. Dans 84 % des cas, cette énergie suffit pour que le noyau puisse franchir la barrière de fission, de 5,7 MeV, et se fragmenter en deux autres noyaux comme le krypton 93 (93Kr) et le baryum 140 (140Ba) :
235
92U + 1
0n ⟶ 236
92U ⟶ 93
36Kr + 140
56Ba + 3 1
0n,
ou bien le strontium 94 et le xénon 140 :
235
92U + 1
0n ⟶ 236
92U ⟶ 94
38Sr + 140
54Xe + 2 1
0n + γ.
Une importante quantité d'énergie est libérée lors de cette fission, de l'ordre de 202,8 MeV pour un noyau d'uranium 235. La part principale de cette énergie est constituée par l'énergie cinétique des deux atomes créés. Elle s'accompagne en général de l'émission d'un ou de plusieurs neutrons rapides (généralement 2 ou 3) qui ont une énergie cinétique moyenne de 2 MeV. Ceux-ci réagissent avec les noyaux qu'ils rencontrent et sont soit diffusés, c'est-à-dire renvoyés dans une direction différente, soit absorbés. Tant que la probabilité d'absorption reste faible, les neutrons se conservent pratiquement en nombre, mais leur énergie décroît peu à peu à chaque diffusion. Les noyaux sont d'autant plus efficaces pour ralentir les neutrons que leur masse est plus faible, plus proche de celle du neutron. C'est en particulier le cas de l'eau ordinaire (qui contient de l'hydrogène, le meilleur des modérateurs/ralentisseurs de neutrons), l'eau lourde (eau dans laquelle n'a été conservé, grâce à une séparation isotopique, que l'isotope lourd de l'hydrogène, le deutérium), le béryllium (ou son oxyde, BeO, la glucine), et enfin le graphite (carbone pur). Avec un modérateur efficace, les neutrons se ralentissent jusqu'à ce que leur énergie cinétique soit à peu près égale à l'énergie d'agitation thermique du milieu diffusant (0,025 eV à la température de 300 K). La plupart des fissions se produisent alors à cette énergie et le réacteur est dit « à neutrons thermiques ». Dans le cas contraire, le réacteur est dit « à neutrons rapides ».
Dans un réacteur thermique, la probabilité qu'une rencontre d'un neutron thermalisé avec un atome fissile donne lieu à la fission de l'atome rencontré est 250 fois plus élevée que lorsque le neutron possède une énergie (une vitesse) élevée voisine de son énergie initiale. C'est principalement pour cette raison que dans un réacteur thermique, on cherche à ralentir les neutrons issus de fission pour les amener au niveau d'énergie (de vitesse) thermique. 
Certaines captures de neutrons ne donnent pas lieu à la fission du noyau et l'importance relative de ces captures parasites doit être strictement limitée pour qu'une réaction en chaîne, divergente ou stationnaire, soit réalisée. Pour entretenir une réaction en chaîne, l'un des n neutrons produits à chaque fission devra à son tour être absorbé dans le combustible, les n – 1 qui restent pouvant être perdus par capture dans les autres constituants du milieu, ou par fuite en dehors du dispositif. La quantité n dépend de l'énergie des neutrons. Dans le cas des neutrons thermiques, n est égal à 2,08 pour 235U et 239Pu, à 1,8 pour l'uranium enrichi, mais à 1,36 seulement pour l'uranium naturel. Le contrôle de la réaction en chaîne est assuré par l'insertion de barres de commande contenant des matériaux très absorbants des neutrons, généralement désignés : « absorbants mobiles de contrôle de la réactivité du cœur ». Les matériaux absorbants utilisés sont généralement le bore, le cadmium, l'argent, l'indium (sous forme d'un alliage spécial Ag-In-Cd), le hafnium, ainsi que d'autres matériaux (B4C…).

#### Photofission
La photofission est un type de fission nucléaire induite qui se produit lorsqu'un noyau absorbe un rayonnement gamma. Ce processus peut être utilisé pour la synthèse d'isotopes utilisés en médecine nucléaire.
Les rayons gamma de quelques dizaines de MeV peuvent induire la fission de noyaux fissiles comme les actinides uranium, plutonium et neptunium. Des expériences ont été réalisées qui montrent que la section efficace de photofission varie peu jusqu'à des énergies de photons de l'ordre du GeV.
La photofission induite par un laser[Lequel ?] de très haute puissance a été découverte au Lawrence Livermore National Laboratory Petawatt laser facility en 2000. Elle a été proposée[Par qui ?] comme une voie potentielle à explorer pour tenter de diminuer (par séparation et transmutation) la demi-vie de certains radionucléides présents dans les combustibles nucléaires usés. Sa faisabilité technique, énergétique et économique à grande échelle et son utilité, finalement, restent à démontrer.

#### Photo-désintégration
La photo-désintégration ou photo-transmutation est un phénomène similaire à la photofission dans lequel des photons gamma énergétiques interagissant avec des noyaux peuvent les porter dans un état excité suivi immédiatement d'une désintégration avec émission de particules subatomiques. Il a été démontré expérimentalement qu'un laser femtoseconde délivrant des impulsions lumineuses ultracourtes (environ 100 fs) et ultra-intenses (environ 1020 W/cm2) pouvait produire des impulsions intenses de rayonnement gamma d'énergie comprise entre 1 et 10 MeV,,. De telles impulsions sont parfaitement capables de produire des désintégrations,.

#### Bilan neutronique
Lors de la fission, des neutrons rapides sont tout de suite (10−14 s) émis, ils sont dits « neutrons instantanés » (anciennement nommés « neutrons prompts »). Puis, après l'émission de ces neutrons instantanés, les produits de fission commencent leur décroissance radioactive. Ces décroissances radioactives vont engendrer la libération de neutrons rapides avec une latence de treize secondes en moyenne ; ces neutrons libérés juste après des désintégrations β sont appelés « neutrons retardés ».
La probabilité de fission d'un noyau fissile dépend de l'énergie cinétique du neutron incident ; pour des noyaux fissiles thermiquement comme 235U et 239Pu, cette probabilité augmente quand l'énergie cinétique du neutron incident diminue d'où la nécessité de modérer un réacteur nucléaire à neutrons thermiques. Ce phénomène de ralentissement des neutrons rapides issus des fissions (instantanés et retardés) s'appelle la thermalisation des neutrons, il consiste en un ralentissement par chocs élastiques successifs des neutrons avec un noyau léger (H, D, C, Be). Le béryllium métallique et le graphite sont des matériaux modérateurs solides alors que l'hydrogène et le deutérium sont principalement utilisés comme modérateur sous forme d'eau et d'eau lourde.
Le tableau suivant indique le nombre de neutrons libérés en moyenne et par fission par neutron thermique en fonction du noyau considéré :
| Noyau considéré | Nombre moyen de neutrons libérés |
| --------------- | -------------------------------- |
| 233U            | 2,55                             |
| 235U            | 2,47                             |
| 238U            | —                                |
| Uranium naturel | 2,47                             |
| 239Pu           | 2,91                             |
| 241Pu           | 3,00                             |

Comme montré dans ce tableau, les isotopes de U et Pu fissibles par des neutrons thermiques ont tous des masses atomiques impaires : les noyaux fissibles thermiquement sont dits pair-impair, car les noyaux formés par l'absorption d'un neutron sont des noyaux pair-pair, bien plus instables vis-à-vis de la fission thermique.

#### Répartition des masses des produits de fission

Distribution des produits de fission de l'uranium 235.

La distribution en masse des produits de fission suit une courbe « en bosses de chameau ». On parle aussi de courbe bimodale : elle possède deux maximums. Plus de cent nucléides différents peuvent être libérés lors de la fission de l'uranium 235. Toutefois, tous ces nucléides possèdent un numéro atomique entre Z=33 et Z=59. La fission crée des noyaux de nombre de masse (nombre de nucléons) autour de A = 95 (brome, krypton, zirconium) pour l'un des fragments et autour de A = 139 (iode, xénon, baryum) pour l'autre.
La fission en deux fragments de masses égales ou très voisines (A = 116, 117 ou 118 pour l'uranium 235) est rare (0,01 % des fissions).
La fission en trois fragments (dite « fission ternaire ») est exceptionnelle (0,005 % des fissions).

#### Bilan énergétique
Chaque noyau d'uranium 235 qui subit la fission libère de l'énergie et donc de la chaleur.
L'origine de cette énergie trouve son explication dans le bilan des énergies entre le noyau initial et les deux noyaux produits : les protons d'un même noyau se repoussent vigoureusement par leurs charges électrostatiques, et ceci d'autant plus que leur nombre est élevé (énergie coulombienne), l'énergie correspondante croissant plus vite que proportionnellement au nombre de protons. La fission se traduit donc par un dégagement d'énergie, qui est principalement transmise dans les produits de fission et les neutrons sous forme d'énergie cinétique, qui se transforme rapidement en chaleur.
La chaleur produite lors de la fission de noyaux fissiles d'uranium 235 ou de plutonium 239 peut alors être utilisée pour transformer de l'eau en vapeur, permettant ainsi d'actionner une turbine pouvant produire directement de l'énergie mécanique puis, par l'intermédiaire d'un alternateur, de l'électricité. C'est cette technique qui est à l'œuvre dans les réacteurs nucléaires destinés à produire de l'électricité.

#### Réaction en chaîne
Lors d'une réaction de fission nucléaire induite, l'absorption d'un neutron par un noyau fissile permet la libération de plusieurs neutrons, et chaque neutron émis peut à son tour casser un autre noyau fissile. La réaction se poursuit ainsi d'elle-même : c'est la réaction en chaîne. Cette réaction en chaîne n'a lieu que si un neutron au moins émis lors d'une fission est apte à provoquer une nouvelle fission.
Le tableau suivant indique le nombre de neutrons libérés en moyenne par neutron (thermique) capturé en fonction du noyau considéré :
| Noyau considéré | Nombre de neutrons libérés |
| --------------- | -------------------------- |
| 233U            | 2,28                       |
| 235U            | 2,07                       |
| 238U            | —                          |
| Uranium naturel | 1,32                       |
| 239Pu           | 2,11                       |
| 241Pu           | 2,22                       |

Cette table diffère de la précédente par le fait qu'elle se rapporte à tous les neutrons entrés dans le noyau fissile, et pas seulement à ceux qui donnent lieu à une fission.
L'uranium naturel n'est pas utilisé directement dans les réacteurs : l'uranium 238 qu'il contient en grande proportion consomme trop de neutrons qui ne donnent pas lieu à une fission. Pour l'utiliser, il faut l'enrichir en uranium 235.
Dans un milieu réactif, la vitesse à laquelle se déroule cette réaction en chaîne est mesurée par le facteur de multiplication des neutrons.

### Sections efficaces
Les principales sections efficaces intervenant dans la modélisation de la fission en réacteur sont données ci-dessous,.
| Noyau considéré                                                             | 233U | 235U  | 238U        | 239Pu   | 241Pu |
| --------------------------------------------------------------------------- | ---- | ----- | ----------- | ------- | ----- |
| Section efficace de capture d'un neutron thermique (barns)                  | xx   | 679,9 | 2,72        | 1 008,1 | 1 371 |
| Section efficace de fission par un neutron thermique (barns)                | xx   | 579,5 | négligeable | 742,4   | 1 011 |
| Section efficace de capture d'un neutron rapide (énergie > 1 MeV) (barns)   | xx   | xx    | xx          | xx      | xx    |
| Section efficace de fission par un neutron rapide (énergie > 1 MeV) (barns) | xx   | ≈ 2   | xx          | xx      | xx    |
| Nombre de neutrons émis par fission thermique                               | 2,55 | 2,42  | xx          | 2,91    | 3,00  |
| Nombre de neutrons émis par capture thermique                               | 2,28 | 2,06  | xx          | 2,11    | 2,22  |

### Énergie de fission
Un neutron qui entre en collision avec un noyau fissile peut former avec celui-ci un noyau composé excité, ou être simplement absorbé (capture neutronique). Pour l'uranium 235, la proportion de neutrons capturés est d'environ 16 % pour des neutrons thermiques (ou neutrons lents), et 9,1 % pour des neutrons rapides.
Dans le cas de la fission induite, la durée de vie moyenne du noyau composé est de l'ordre de 10−14 s. Le noyau se fissionne, et les fragments se séparent à vitesse élevée : au bout de 10−17 s, ces fragments, distants de 10−10 m, émettent, comme déjà mentionné, des neutrons.
À la suite des désexcitations γ, des photons γ sont émis après 10−14 s, alors que les fragments ont franchi 10−7 m. Les fragments s'arrêtent au bout de 10−12 s environ, après avoir franchi une distance de 50 µm (ces valeurs sont données pour un matériau de densité 1, tel que l'eau ordinaire).
L'énergie cinétique des fragments et des particules émises à la suite d'une fission finit par se transformer en énergie thermique, par l'effet des collisions et des interactions avec les atomes de la matière traversée, sauf pour ce qui concerne les neutrinos, inévitablement émis dans les désintégrations β, et qui s'échappent toujours du milieu (ils peuvent traverser la Terre sans interagir).

#### Décomposition de l'énergie de fission

##### Cas de l'uranium 235
Le tableau suivant indique comment se répartit l'énergie libérée à la suite de la fission d'un atome d'uranium 235 induite par un neutron thermique (ces données sont des moyennes calculées sur un grand nombre de fissions).
| Énergie de fission de 235 92U                      | Énergie (MeV) | % Énergie totale | Commentaire                     |
| -------------------------------------------------- | ------------- | ---------------- | ------------------------------- |
| Énergie cinétique des fragments de fission         | 166,2         | 82,0             | énergie instantanée localisée   |
| Énergie cinétique des neutrons de fission          | 4,8           | 2,4              | énergie instantanée délocalisée |
| Énergie des γ de fission                           | 8,0           | 3,9              | énergie instantanée délocalisée |
| Énergie des neutrinos/antineutrinos                | 9,6           | 4,7              | énergie instantanée perdue      |
| Total                                              | 188,6         | 93,0             | énergie instantanée             |
| Énergie de radioactivité β des produits de fission | 7,0           | 3,5              | énergie différée                |
| Énergie de radioactivité γ des produits de fission | 7,2           | 3,5              | énergie différée                |
| Total                                              | 14,2          | 7,0              | énergie différée                |
| Énergie totale libérée lors de la fission          | 202,8         | 100,0            | dont 9,6 MeV non récupérable    |

L'énergie totale libérée lors de la fission ressort égale à 202,8 MeV dont 9,6 MeV n'est pas récupérable puisque communiquée aux neutrinos émis.
En pratique, compte tenu de l'énergie communiquée aux neutrinos, de la puissance résiduelle restante dans les éléments combustibles déchargés du cœur, et de l'énergie des gammas et neutrons dissipée dans les structures entourant le réacteur, l'énergie récupérable en réacteur de puissance correspond sensiblement à 193,0 MeV par noyau d'uranium 235 fissionné.
Dans le cas d'une explosion nucléaire, seules les énergies libérées à court terme sont à considérer pour évaluer la puissance.

##### Cas des autres noyaux fissiles
| Énergie de fission (MeV)                           | 235 92U | 238 92U | 239 94Pu | 241 94Pu | % énergie totale | Commentaire                     |
| -------------------------------------------------- | ------- | ------- | -------- | -------- | ---------------- | ------------------------------- |
| Énergie cinétique des fragments de fission         | 166,2   | 166,9   | 172,8    | 172,2    | 81,7             | énergie instantanée localisée   |
| Énergie cinétique des neutrons de fission          | 4,8     | 5,5     | 5,9      | 5,9      | 2,6              | énergie instantanée délocalisée |
| Énergie des γ de fission                           | 8,0     | 7,5     | 7,7      | 7,6      | 3,7 \|           | énergie instantanée délocalisée |
| Énergie des neutrinos/antineutrinos                | 9,6     | 11,9    | 8,6      | 10,2     | 4,9              | énergie instantanée perdue      |
| Total                                              | 188,6   | 191,8   | 195,0    | 195,9    | 93,0             | énergie instantanée             |
| Énergie de radioactivité β des produits de fission | 7,0     | 8,9     | 6,1      | 7,4      | 3,5              | énergie différée                |
| Énergie de radioactivité γ des produits de fission | 7,2     | 8,4     | 6,1      | 7,4      | 3,5              | énergie différée                |
| Total                                              | 14,2    | 17,3    | 12,2     | 14,8     | 7,1              | énergie différée                |
| Énergie totale libérée lors de la fission          | 202,8   | 205,9   | 207,2    | 210,6    | 100,0            |                                 |
| Énergie récupérable en réacteur de puissance       | 193,0   | 197,0   | 198,4    | 200,3    | 95,1             |                                 |

##### Énergies et vitesses des neutrons et fragments de fission
Les vitesses mises en jeu ne sont pas relativistes ; les lois de la mécanique classique sont largement applicables aux particules massives émises lors du phénomène de fission.

###### Énergies et vitesses des neutrons de fission
Énergie et vitesse moyennes
Avec 2,47 neutrons émis en moyenne lors d'une fission de l'uranium 235 pour une énergie de 4,8 MeV donnée dans le tableau de décomposition de l'énergie de fission, l'énergie cinétique moyenne du neutron de fission ressort égale à 1,943 MeV = 3,113 54 × 10−13 J.
Cette énergie est cinétique, selon la relation classique : {\textstyle E_{\text{c}}={\frac {1}{2}}mv^{2}}. La masse du neutron telle que donnée par le Comité de données pour la science et la technologie (CODATA) est égale à : 1,674 927 351 × 10−27 kg.
On en déduit : vitesse moyenne des neutrons de fission = 19 280 km/s.
Distribution en énergie

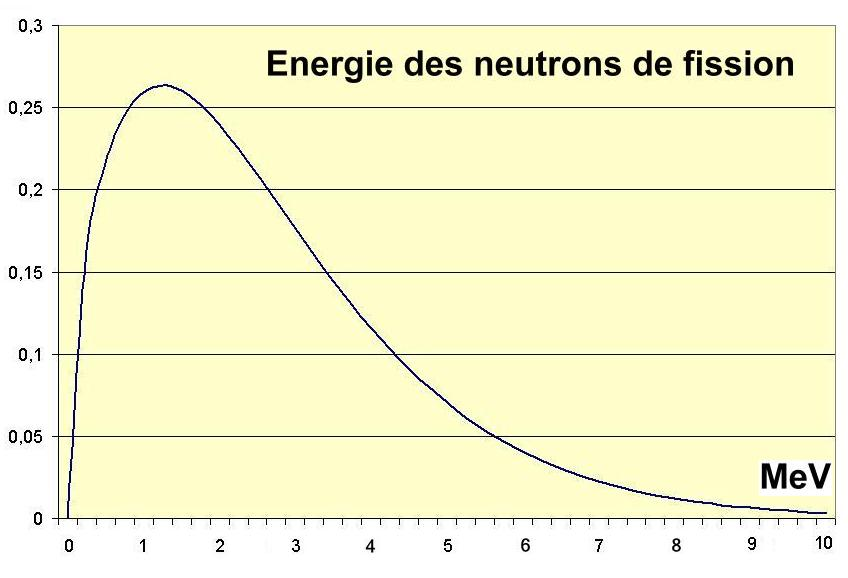
Probabilité en énergie (i. e. vitesse) des neutrons issus des fissions de l'uranium 235. L'essentiel des neutrons émis ont une énergie comprise entre 0,25 et 4 MeV ; il n'y a guère de neutrons ayant une énergie supérieure à 6 MeV.

La distribution en énergie des neutrons de fission est correctement représentée par la formule semi-empirique :
{\displaystyle N(E)={1 \over 6{,}6832}\times \mathrm {e} ^{-E \over 0{,}965}\times \sinh \left((2{,}29\times E)^{0{,}5}\right)}
avec :
- E en MeV ;
- N(E) comme probabilité d'avoir un neutron de fission d'énergie E ;
- le terme {\textstyle {1 \over 6{,}6832}} qui permet de normaliser à 1 entre 0 et 10 MeV les probabilités relatives.

Pour 10 MeV, N(E) ressort égal à 0,33 %.

###### Énergies et vitesses des fragments de fission
Lors de la fission, deux fragments de tailles inégales sont formés.
Fragment léger
- Nombre moyen de nucléons = 95
- Énergie cinétique moyenne = 98,6 MeV
- Vitesse moyenne = 14 090 km/s

Fragment lourd
- Nombre moyen de nucléons = 138,5
- Énergie cinétique moyenne = 67,6 MeV
- Vitesse moyenne = 9 670 km/s

L'énergie cinétique du fragment léger est plus élevée que celle du fragment lourd.

#### Ordres de grandeur
Une mole d'uranium 235 pèse 235,043 929 9 grammes et contient NA (nombre d'Avogadro) atomes. La fission de chaque atome produit environ 193 MeV d'énergie récupérable. Donc en supposant que l'on fissionne tous les noyaux d'uranium dans un gramme d'uranium 235 — ce qui est technologiquement impossible dans l'état actuel des connaissances —, l'énergie produite serait alors égale à :
- 1 fission produit 193 MeV = 193 × 106 × 1,602 18 × 10−19 = 3,092 2 × 10−11 J ;
- 1 gramme d'uranium 235 fissionné ⇔ 1/235,0439299 × NA fissions = 1/235,0439299 × 6,022 141 29 × 1023 fissions = 2,562 13 × 1021 fissions ;
- 1 gramme d'uranium 235 fissionné ⇔ 2,562 13 × 1021 × 3,092 2 × 10−11 J = 7,922 63 × 1010 J ;
- 1 mégawatt-jour = 24 MWh = 24 × 3 600 × 106 J = 8,64 × 1010 J ;
- 1 mégawatt-jour ⇔ 1,090 55 g d'uranium 235 fissionné, c'est-à-dire tous les atomes d'uranium 235 présents dans (1,090 55 / 0,007 202) = 151,42 grammes d'uranium naturel. Or :
  - 1 mégawatt-jour = 1 000 000 × 24 = 1 000 kW × 24 = 24 000 kWh,
  - 24 000 / 151,42 = 158,497 kWh.

Donc la fission de tous les atomes d'uranium 235 présents dans 1 g d'uranium naturel peut produire 158,5 kWh.
Ces résultats restent exacts au 1er ordre avec les autres gros atomes fissiles présents ou formés dans les réacteurs de puissance tels que le plutonium 239 mis en œuvre notamment par exemple dans le combustible MOX. Ils permettent d'évaluer avec une bonne précision la consommation de matière fissile (ou fertile) dans tous les réacteurs de puissance (i.e. la masse des gros atomes fissionnés ; i.e. les actinides fissionnés) et donc d'apprécier la quantité de produits de fission formés.
La fission de la totalité des atomes d'uranium 235 fissiles contenus dans une tonne d'uranium naturel, qui contient en masse 0,7202 % d'235U, donne 5,705 9 × 1014 joules (= 570 600 GJ (gigajoules)) soit plus de 10 000 fois plus d'énergie que la combustion d'une tonne d'équivalent pétrole qui dissipe 41,86 GJ. Toutefois, étant donné que les procédés actuels ne permettent pas la fission intégrale de l'uranium 235 contenu dans l'uranium naturel, on peut retenir l'ordre de grandeur de 10 000 fois plus d'énergie récupérable par tonne d'uranium naturel que par tonne d'équivalent pétrole. Cette estimation ne tient pas compte de la mise en œuvre des réacteurs rapides qui permettent de fissionner l'intégralité de l'uranium naturel extrait du sous-sol. Dans cette hypothèse, la quantité d'énergie théoriquement récupérable d'une tonne d'uranium naturel se trouverait sensiblement multipliée par 1/0,7202 % soit 138,9 et de façon plus réaliste compte tenu des pertes qu'il y aurait nécessairement par un facteur 100.

### Notion de masse critique
Il ne suffit pas que le facteur de multiplication des neutrons soit plus grand que 1 pour que la réaction en chaîne s'entretienne : d'une part, les neutrons sont instables et peuvent se désintégrer, mais ceci joue peu, car leur temps de vie moyen est de près d'un quart d'heure, mais surtout, ils peuvent sortir du milieu où l'on essaie de faire une réaction en chaîne. Il faut qu'ils aient une collision avant de sortir, sinon ils ne participent plus à la réaction en chaîne. L'épaisseur moyenne du milieu fissile doit donc être assez grande pour assurer une probabilité suffisante pour les neutrons de rencontrer un noyau fissile. Ceci amène à la notion de masse critique de l'élément fissile, qui est une masse en dessous de laquelle on ne peut plus garder suffisamment de neutrons, quelle que soit la forme de la charge fissile, pour maintenir la réaction. Ceci explique pourquoi l'on ne peut pas avoir de mini-réacteurs nucléaires.